# Обращиха (Суздальский район)
Обращиха — село в Суздальском районе Владимирской области России, входит в состав Новоалександровского сельского поселения.

## География
Село расположено на берегу речки Семига на автодороге Р74 Владимир - Юрьев-Польский - Переславль-Залесский в 14 км на северо-запад от центра поселения села Новоалександрово и в 24 км на юго-запад от райцентра города Суздаль.

## История
В XVI столетии Обращиха принадлежала боярину Ф.И. Хабарову, который пожертвовал его Спасо-Евфимиеву Суздальскому монастырю. В монастырском синодике 1655 годом записано: «раб Федор Иванович Хабаров дал деревеньку Образцову». В монастырских приходо-расходных книгах 1697 года записано: «С села Деревеньки взято с крестьян с 16 вытей 16 рублей; платил Ивашко Гаврилов». В книгах патриаршего казенного приказа под 1628 годом записана «церковь Рождества Ивана Предтечи в Образцове, в вотчине Спаса Евфимиева монастыря Суздальского». В 1793 году в селе Обращихе была построена новая деревянная церковь во имя Иоанна Предтечи, а в 1794 году устроен в ней придел в честь святого и чудотворного Николая. Эта церковь существовала до 1821 года, а в этом году сгорела. В 1825 году была построена и освящена каменная церковь – в честь Предтечи и Крестителя Господня Иоанна с приделом во имя святого и чудотворного Николая. В 1845 году усердием прихожан был устроен другой придел – в честь Казанской иконы Божией Матери. Колокольня каменная же, построена в 1858 году. В 1883 году церковь и колокольня обнесены каменною оградою. В 1893 году приход составлял село и деревня Душилово; душ мужского пола 453, женского — 510. С 1884 году в селе существовала церковно-приходская школа.
Объединена c Душилово в 1960-х годах.

### Административно-территориальная принадлежность
В конце XIX — начале XX века село входило в состав Петроковской волости Владимирского уезда.
С 1929 года село входило в состав Стародворского сельсовета Владимирского района, с 1935 года — Небыловского района, с 1965 года — Суздальского района.

## Население
| 1859 | 1897 | 1926 |
| ---- | ---- | ---- |
| 742  | 733  | 921  |

| 1859 | 1897 | 1905 | 1926 | 2002 | 2010 | 2021 |
| ---- | ---- | ---- | ---- | ---- | ---- | ---- |
| 742  | ↘733 | ↗870 | ↗921 | ↘99  | ↘87  | ↘69  |

## Достопримечательности

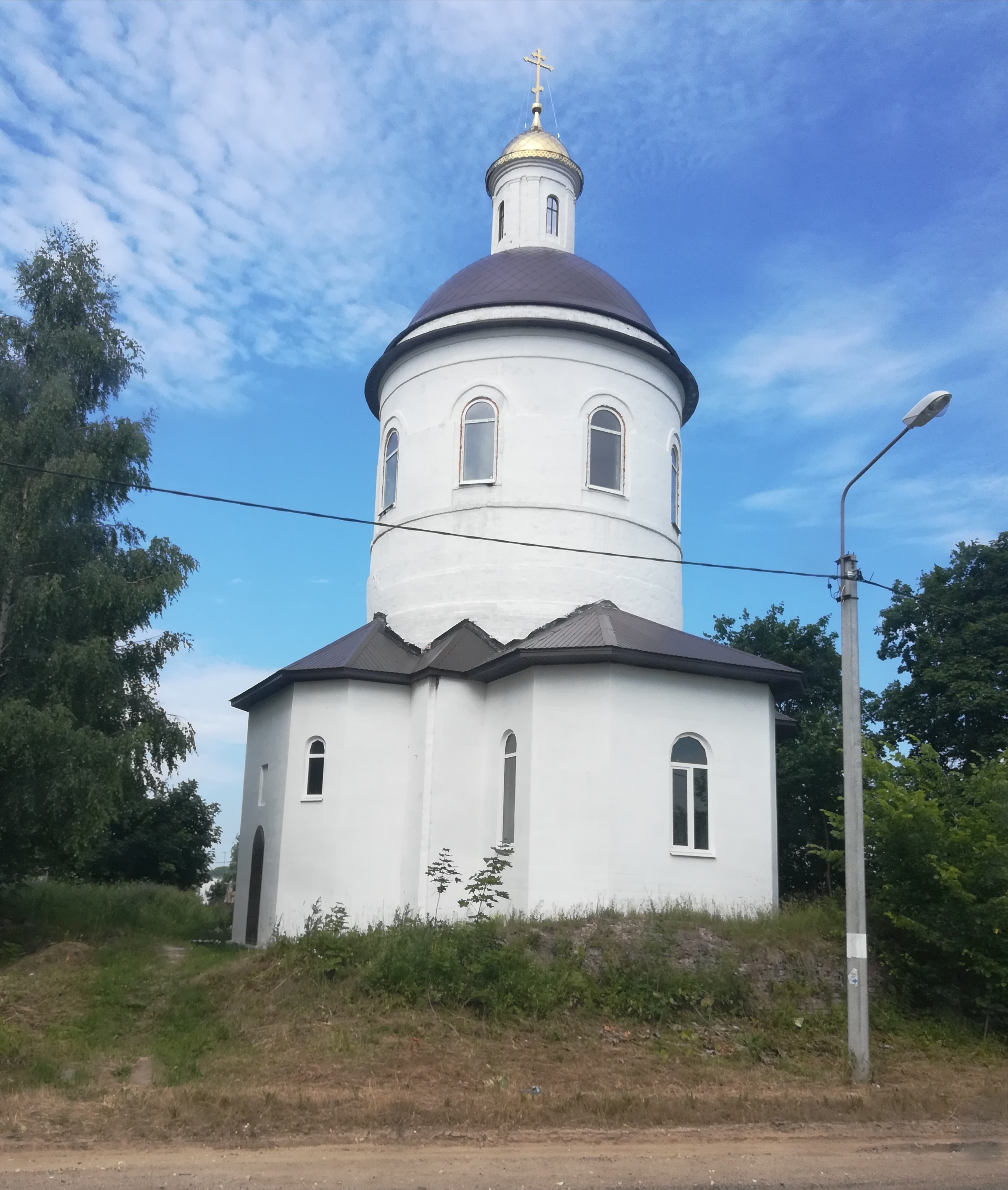

В селе находится недействующая Церковь Иоанна Предтечи (1825).